# Punta Anelio
Anelio är en udde i Antarktis. Den ligger på Livingston Island i Sydshetlandsöarna. Argentina, Chile och Storbritannien gör anspråk på området.
Terrängen inåt land är huvudsakligen platt, men söderut är den kuperad. Havet är nära Punta Anelio norrut. Trakten är obefolkad. Det finns inga samhällen i närheten.